# Ciclul solar 7

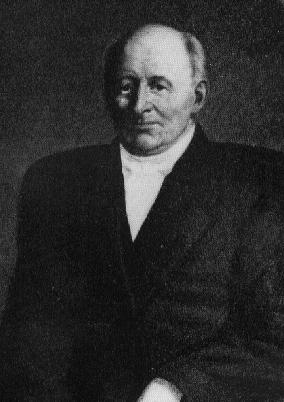
Heinrich Schwabe, cel care a descoperit ciclul petelor solare, și-a început observațiile personale în 1826, în timpul ciclului solar 7.

Ciclul solar 7 a fost cel de-al șaptelea ciclu solar din 1755, când a început înregistrarea extensivă a activității petelor solare. Ciclul solar a durat 10,5 ani, începând în mai 1823 și încheindu-se în noiembrie 1833 (suprapunându-se astfel peste Minimul lui Dalton). Numărul maxim netezit de pete solare observat în timpul ciclului solar a fost de 119,2 (noiembrie 1829), iar minimul de început a fost de 0,2.